# Tsavosolfågel
Tsavosolfågel (Cinnyris tsavoensis) är en fågel i familjen solfåglar inom ordningen tättingar.

## Utbredning och systematik
Fågeln återfinns i södra Somalia östra Kenya och nordöstra Tanzania. Den behandlas som monotypisk, det vill säga att den inte delas in i några underarter. Tidigare betraktades den som en underart till purpurbandad solfågel (C. bifasciatus). 

## Status
IUCN kategoriserar den som livskraftig.

## Namn
Tsavo är en flod i södra Kenya som flyter genom nationalparkerna Tsavo East och Tsavo West.